# Jens Bratlie
Jens Kristian Meinich Bratlie (født 17. januar 1856 i Nordre Land, død 15. september 1939 i Oslo) var en norsk officer, jurist og politiker, der var Norges statsminister fra 1912 til 1913.